# آنس کنوکنهاور
آنس کنوکنهاور (انگلیسی: Agnes Knochenhauer؛ زادهٔ ۵ مهٔ ۱۹۸۹) ورزشکار کرلینگ اهل سوئد بود.